# Movicel
Movicel é uma empresa de telecomunicações angolana, especializada nos serviços de telefonia móvel, sediada na cidade de Luanda.
Inicialmente a empresa utilizou a tecnologia AMPS e mais tarde CDMA; Actualmente toda a rede é GSM com uma combinação de 2G, 3G e 4G, tendo neste momento o seu core já baseado em 5G com a alteração mais recente que foi feita. A empresa procura posicionar-se na África Austral como um operador de referência.

## Histórico
A Movicel foi originalmente criada em 2002 como subsidiária da estatal Angola Telecom, tendo começado com a tecnologia AMPS e posteriormente CDMA onde muitos serviços que hoje são prestados em GSM eram já prestados em cima de celulares essencialmente baseados no sistema operativos PALM. Em 2021 toda a rede é já em GSM. Em 2010, 80% do capital da empresa foi vendido a várias empresas privadas: Portmil, Modus Comunicar, Ipangue, Lambda Investments e Novatel Wireless. Os 20% restantes permanecem nas mãos das estatais Angola Telecom e ENCTA.

## Rede e serviços
A Movicel tem cerca de 1,5 milhões de clientes numa população de cerca de 32 milhões de habitantes em Angola.
A Movicel oferece comunicação móvel baseada em GSM para comunicações de voz, mensagens de texto e multimídia e acesso à Internet móvel, afirmando ter cobertura em todas as 18 províncias angolanas.
A Movicel tem acordos de "roaming" com vários países e estabeleceu parcerias com operadores que irão complementar esse serviço a partir de 2022 para 190 países. Até 2013 essa cobertura de roaming estava disponível apenas para contas pós-pagas. A partir de 2021 todos os celulares poderão fazer roaming desde que activem o serviço.
A tarifa é calculada em UTT (Unidade Tarifária de Telecomunicações), uma unidade tarifária comum utilizada por todas as empresas de telecomunicações em Angola. O preço de uma UTT é de 10 Kwanzas. 
O prefixo original dos números de telefone da Movicel era 91 e mais tarde, com o aumento progressivo de clientes com celular, foram adicionados vários prefixos que podem ser vistos no site da empresa.